# Бойко, Лариса Терентьевна
Лариса Терентьевна Бойко (10 марта 1928, Ромны — 19 марта 2012) — советская и украинская актриса театра, Заслуженная артистка Украинской ССР, Народная артистка Украины (1994).

## Биография
Родилась 10 марта 1928 года в небольшом городе Ромны на тот момент Харьковской области. Во время Великой Отечественной войны, родители ушли на фронт, а Лариса отправилась в эвакуацию в Казахстан. После возвращения в Харьков, поступила в Харьковский электротехнический институт. Играла в студенческом театре, где нашла своё истинное призвание. Оставив технический вуз после первого курса, Бойко  поступила в Харьковский театральный институт, где ее мастерами были профессора Иван Марьяненко и Алексей Глаголин.
В 1948 году в Харьков на гастроли приехал Крымский госдрамтеатр им. М. Горького. Студентка Лариса Бойко, пересмотрев весь решила, что работать будет только в этом театре. В 1950 году Лариса Бойко впервые ступила на подмостки симферопольского театра. Она работала с режиссёром Павлом Гайдебуровым, была сценической партнершей актёров Николая Мартона и Александра Голобородько. Её репертуар насчитывает более 350 разноплановых ролей. В 2007 году Лариса Терентьевна покинула театр, посвятив себя педагогической деятельности, в 2009 вернулась на его сцену.
Скончалась 19 марта 2012 года в Симферополе, гражданская панихида прошла в фойе театра 22 марта. Похоронена на кладбище Абдал.

## Театральные роли
Одной из первых больших удач актрисы стала роль Вари в «Дикарке» А. Островского, Н. Соловьева. В 1950-60-е годы Терентьевна много работала в произведениях советских авторов. В драматургии Алексея Арбузова, она играла Валю в «Иркутской истории», Любу в «Домике на окраине», Наташу в «Потерянном сыне». Значимой в судьбе актрисы стала роль Тани в спектакле по одноименной пьесе, работа Бойко поражала смелым, резким контрастом музыкальности интонаций с немотой отчаяния в сцене смерти сына. В результате в роли высекались искры подлинного лиризма. Актриса убедительно раскрывала внутреннюю эволюцию своей героини: от наивной жены-домохозяйки до решительного врача, спасающего жизни людей. Спустя полтора десятилетия в пьесе Арбузова «Старомодная комедия» она сыграла Лидию Васильевну. Её героиня была и трогательной и комичной, и нелепой. 
Знаковой для актрисы стала роль Софьи в «Последних» Максима Горького, впервые сыгранная ею ещё в дипломном спектакле. В постановке, осуществленной А. Новиковым в 1973 году, Бойко подчеркивала тоску бессилия своей героини, жены пьяницы и развратника. В трактовке актрисы Софья не менее Ивана виновна в происходящем в доме Коломийцевых. Она отчетливо понимала, в том, что дети оказались на краю пропасти, есть и ее вина. Но  не могла ничего изменить и металась, подобно зверю в клетке. В драме «Новоселье в старом доме» героиня Бойко Дарья Власьевна была центром притяжения, тем духовным камертоном, по которому сверяли свои поступки другие персонажи спектакля. В работе актрисы были и острая характерность, и лиризм, и мощное эпическое звучание. После просмотра спектакля автор пьесы Александр Кравцов писал Ларисе Терентьевне: «В Вас много от ленинградки: слияние внутренней жесткости и простоты, грубоватость рабочего человека с такой же силы добротой и подлинной интеллигентностью, вовсе не внешнего порядка».
Бойко замечательно чувствовала гротеск, что ярко проявилось в роли Эдды в спектакле «Бабочка… Бабочка…» по пьесе итальянского драматурга Альдо Николаи. Героиня Бойко, стареющая фантазерка и псевдоаристократка, жила в мире пустых грёз, ставших для нее панацеей от мыслей о прошлом. Эдда – Бойко была одновременно и эксцентрична, и экстравагантна, и жалка. Роль Аманды в спектакле «Стеклянный зверинец» Теннесси Уильямса. В этой роли Бойко все время существовала на границе разных душевных состояний: жизнерадостность, уже давно не находящая подкрепления, в любой момент могла обернуться безысходным отчаянием. Её Аманда страдала вдвойне: за свою нескладную жизнь и за изломанные судьбы детей. В спектакле «Жизнь – это две женщины» Стефана Цанева её героиня – Секула – простая болгарская крестьянка, всеми корнями вросшая в родную землю. Героиня Бойко в этом сложном по своей тональности спектакле воплощала не только материнское начало, но и концентрировала в себе земную силу и житейскую мудрость. 
Дважды Бойко была занята в постановках шекспировской хроники «Ричард III»: в постановке М. Владимирова в 1974 году, она играла королеву Елизавету, в спектакле А. Новикова 1992 года – королеву Маргариту. Героиня Бойко была страшна в своей жажде мести. По сути Маргарита в ее трактовке была символом братоубийственных раздоров и страшных потерь.

## Фильмография
- 2008 Сериал Возвращение Мухтара-4, 72-я серия Обратная сторона Луны - Тенькина

## Награды
- Народная артистка Украины (1994).
- Заслуженная артистка Украинской ССР.
- Почётная грамота Президиума Верховной Рады Автономной Республики Крым (1999).
- Лауреат Государственной премии АРК.
- Лауреат премии Союза театральных деятелей Украины.